# Caldas en los Juegos Deportivos Nacionales

Bandera de Caldas.

El Departamento de Caldas ha tenido participación desde los inicios en estos Juegos Deportivos Nacionales, un evento multideportivo organizado por el Instituto Colombiano del Deporte; fue sede en 1936 y subsede en 1988, en ambas ocasiones obtuvo su mejor desempeño.

## Juegos Deportivos Nacionales

### Inicios
Al principio de las justas, no se contaba con un sistema de medallero como el actual, utilizando puntajes para el posicionamiento de las diferentes delegaciones que jugaban en el evento multideportivo; los siguientes son los resultados obtenidos por el departamento de Caldas ( Estaba integrado por los actuales departamentos de Caldas, Risaralda y Quindio).
| Año   | Edición | Sede            | Puntos | Posición | Atletas |
| ----- | ------- | --------------- | ------ | -------- | ------- |
| 1928  | I       | Valle del Cauca | 0      | -        | -       |
| 1932  | II      | Antioquia       | 1      | 8        | -       |
| 1935  | III     | Atlántico       | 2      | 6        | -       |
| 1936  | IV      | Caldas          | 9      | 3        | -       |
| 1941  | V       | Santander       | 2      | 5        | -       |
| 1950  | VI      | Magdalena       | 0      | -        | -       |
| 1954  | VII     | Valle del Cauca | 3      | 6        | 150     |
| 1960  | VIII    | Bolívar         | -      | -        | 85      |
| Total | Total   |                 | -      | -        |         |

### Actuales
| Año   | Edición | Sede                                       | Oro | Plata | Bronce | Total | Posición | Atletas |
| ----- | ------- | ------------------------------------------ | --- | ----- | ------ | ----- | -------- | ------- |
| 1970  | IX      | Tolima                                     | 2   | 2     | 1      | 5     | 18       | 64      |
| 1974  | X       | Risaralda                                  | 2   | 2     | 2      | 6     | 15       | 84      |
| 1980  | XI      | Huila                                      | 5   | 1     | 3      | 9     | 13       | 34      |
| 1985  | XII     | Meta                                       | 1   | 5     | 6      | 12    | 14       | 74      |
| 1988  | XIII    | Quindío, Caldas y Risaralda                | 13  | 17    | 12     | 42    | 7        | -       |
| 1992  | XIV     | Atlántico, Magdalena y Bolívar             | 7   | 7     | 11     | 25    | 12       | 145     |
| 1996  | XV      | Santander                                  | 1   | 17    | 18     | 36    | 19       | -       |
| 2000  | XVI     | Nariño y Boyacá                            | 13  | 17    | 20     | 50    | 7        |         |
| 2004  | XVII    | Bogotá y Cundinamarca                      | 8   | 10    | 16     | 34    | 10       | 123     |
| 2008  | XVIII   | Valle del Cauca y San Andrés y Providencia | 6   | 8     | 12     | 26    | 11       | -       |
| 2012  | XIX     | Norte de Santander, Cauca y Córdoba        | 2   | 6     | 9      | 17    | 18       | 273     |
| 2015  | XX      | Tolima y Choco                             | 3   | 12    | 7      | 22    | 15       | -       |
| 2019  | XXI     | Bolívar                                    | 3   | 5     | 15     | 23    | 14       | -       |
| 2023  | XXII    | Eje cafetero                               | 18  | 34    | 42     | 94    | 7        | 343     |
| Total | Total   |                                            | 84  | 143   | 174    | 401   | -        | -       |

## Juegos Deportivos Paranacionales
| Año   | Edición | Sede                                 | Oro | Plata | Bronce | Total | Posición | Atletas |
| ----- | ------- | ------------------------------------ | --- | ----- | ------ | ----- | -------- | ------- |
| 2004  | I *     | Bogotá                               | -   | -     | -      | -     | -        | -       |
| 2008  | II *    | Valle del Cauca                      | 3   | 9     | 3      | 15    | -        | -       |
| 2012  | III     | Norte de Santander y Valle del Cauca | 1   | 1     | 6      | 8     | 20       | -       |
| 2015  | IV      | Tolima y Valle del Cauca             | 1   | 6     | 5      | 12    | 18       | -       |
| 2019  | V       | Bolívar                              | 7   | 7     | 13     | 27    | 11       | -       |
| 2023  | VI      | Eje cafetero (Por realizarse)        | -   | -     | -      | -     | -        | 94      |
| Total | Total   | -                                    | 12  | 23    | 27     | 62    | -        |         |

- En las primeras dos ediciones tuvieron el nombre de Juegos Paralimpicos Nacionales.[2]

## Juegos Deportivos Nacionales de Mar y Playa
| Año   | Edición | Sede                          | Oro | Plata | Bronce | Total | Posición | Atletas |
| ----- | ------- | ----------------------------- | --- | ----- | ------ | ----- | -------- | ------- |
| 2013  | I       | San Andrés y Providencia      | 1   | 0     | 1      | 2     | 10       | -       |
| 2015  | II      | Bolívar (Cartagena de Indias) | 1   | 2     | 1      | 4     | 7        | -       |
| 2017  | III     | Nariño (Tumaco)               | 1   | 1     | 2      | 4     | 6        | -       |
| 2021  | IV      | Golfo de Morrosquillo         | 3   | 3     | 2      | 8     | 7        | -       |
| Total | Total   | -                             | 6   | 6     | 6      | 18    | -        |         |